# Камдън (окръг, Мисури)
Вижте пояснителната страница за други значения на Камдън.
Окръг Камдън (на английски: Camden County) е окръг в щата Мисури, Съединени американски щати. Площта му е 1836 km², а населението - 37 051 души (2000). Административен център е град Камдънтън.